# ワーナーブラザース スタジオツアー東京 ‐ メイキング・オブ・ハリー・ポッター
ワーナー ブラザース スタジオツアー東京‐メイキング・オブ・ハリー・ポッター（英語: Warner Bros. Studio Tour Tokyo – The Making of Harry Potter）は、東京都練馬区春日町にある、ウォークスルー型のエンターテインメント施設である。運営は、ワーナー ブラザース スタジオ ジャパン合同会社。イギリス・ロンドンにも同様の施設があり、世界では2番目の施設となる。建物面積は約3万平方メートルであり、スタジオツアーでは過去最大級の規模である。
施設では、映画ハリー・ポッターシリーズや、ファンタスティック・ビーストシリーズ制作の舞台裏を体験できる。映画に登場するセット・小道具・クリーチャー・衣装や、実際に撮影で使用された小道具も展示されている。このほか、視覚効果を使った体験型展示もあり、杖やローブなどを購入できるショップや、レストラン・カフェも併設されている。チケットは事前購入形式。各エリアにインストラクターが配置されているが、大広間以降は基本的に来場者のペースで観覧していく。

## 歴史
- 2020年
  - 6月12日：西武鉄道が、としまえんの閉業を発表。跡地に、ハリー・ポッター関連施設や防災公園を整備することを公表した。
  - 8月31日：としまえん閉園。
- 2021年
  - 5月13日：起工式を実施。
  - 11月：運営会社である「ワーナー ブラザース スタジオ ジャパン合同会社」を設立。ゼネラル・マネージャーにトーベン・イェンセン氏が就任した。
- 2023年
  - 2月26日：フラッグ設置記念式典（除幕セレモニー）を開催。
  - 3月15日：開業日発表イベントを実施。6月16日にグランドオープンすることと、3月22日14:00にチケット発売が開始されることを発表した。9と3/4番線とホグワーツ特急も初披露となった。
  - 6月16日：練馬城址公園の整備予定地の一部をワーナー・ブラザースが借り受ける形で、「ワーナー ブラザース スタジオツアー東京‐メイキング・オブ・ハリー・ポッター」開業。なお、練馬城址公園の一部は2023年5月より運営されている。

## 開発
ロンドンの同施設に多くの観光客が来場したため、アジアに新たな施設を建設する計画が立ち上がった。
その後、デベロッパーの伊藤忠商事からの提案を踏まえて、候補地にとしまえんの跡地が選ばれた。その理由について、ワーナー ブラザース スタジオ ジャパン・バイスプレジデントである松尾俊宏氏は、都心から近いこと・緑や樹木が豊富であること・としまえんという歴史あるエンターテイメント施設があった地域であることだと述べている。
施設の施工は大成建設、設計は久米設計が担当した。施設内は、屋内エリアと屋外エリアに分けられている。主な分類は以下の通り。
屋内エリア
- 大広間
- 大理石の階段
- ホグワーツ・ライフ
- ホグワーツ・レッスン
- 禁じられた森
- 9と3/4番線
- ロンドン魔法省
- ほうきエクスペリエンス
- ダイアゴン横丁　ほか

屋外エリア
- バックロット
- ハグリッドの小屋
- バタービールバー
- バックロットカフェ　ほか

なお、歩行者の安全を考慮して、敷地内一部の壁を撤去し、遊歩道を建設した。
グランドオープン
施設は、2023年6月16日にオープンした。前日におこなわれたオープニング前夜祭 レッドカーペットイベントには、イヴァナ・リンチ（ルーナ・ラブグッド役）、マシュー・ディビット・ルイス（ネビル・ロングボトム役）、トム・フェルトン（ドラコ・マルフォイ役）などが招かれた。

## 不祥事
2024年11月26日、本施設運営会社の「ワーナー ブラザース スタジオジャパン」は同施設で販売したゴドリック・グリフィンドールの剣を回収することを発表した。同商品は2023年5月27日から約11か月間販売され、計351本が市場に流通している。
運営会社によると、ゴドリック・グリフィンドールの剣に鋭利な部分があり、警察から銃砲刀剣類所持等取締法に違反する可能性があるとの指摘を受けたため、「販売上の懸念点を認識するに至った」と説明している。